# Greifensteine

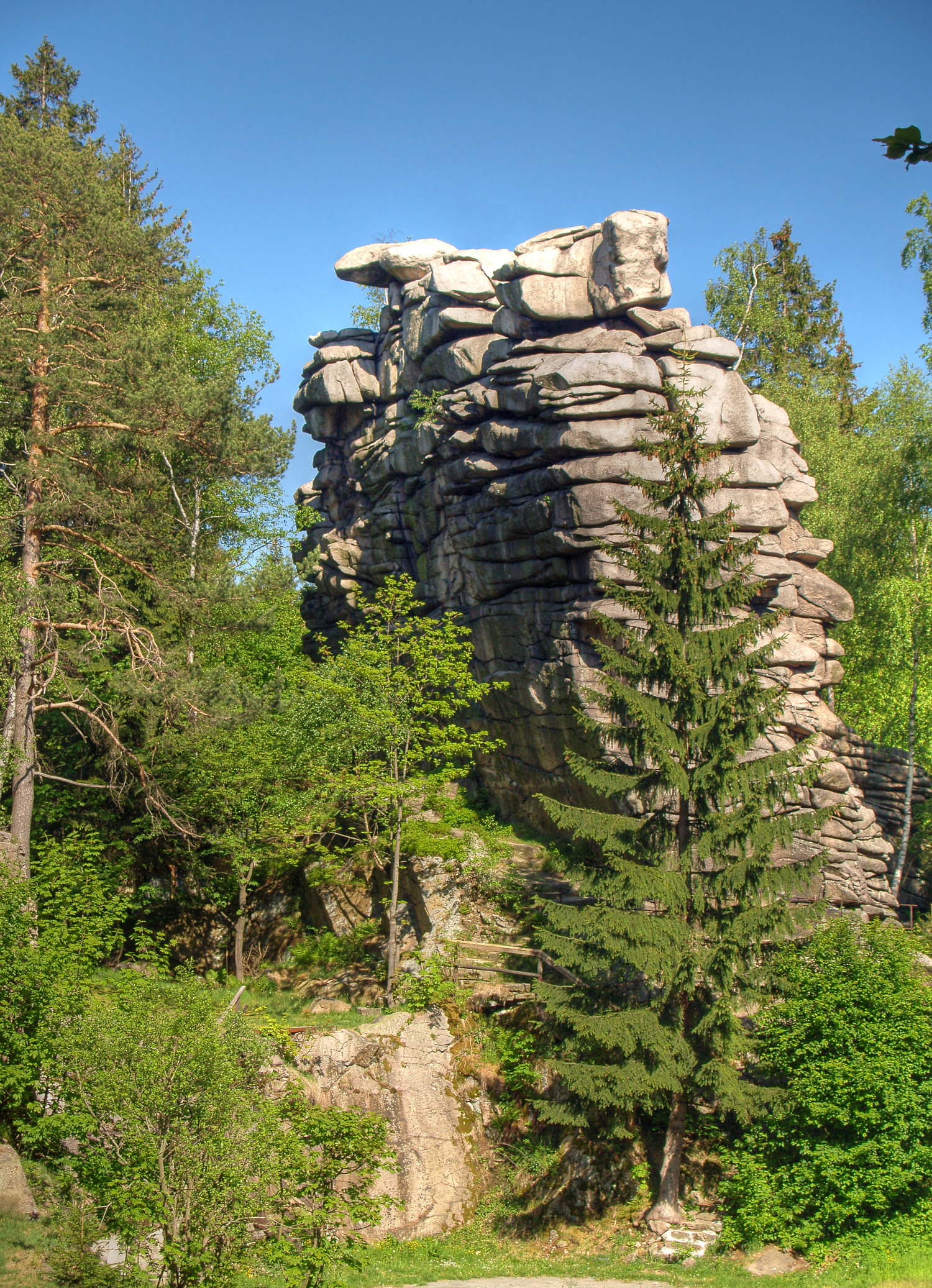
Greifensteine

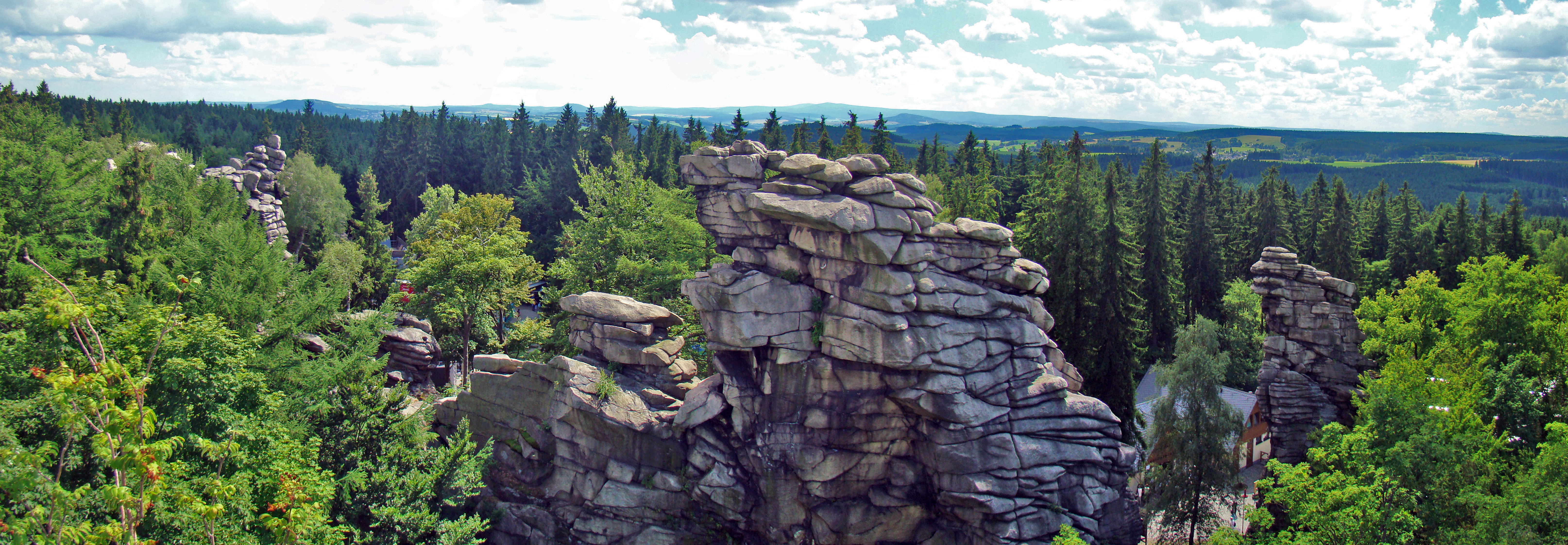
Panoramablick auf das Naturtheater Greifensteine

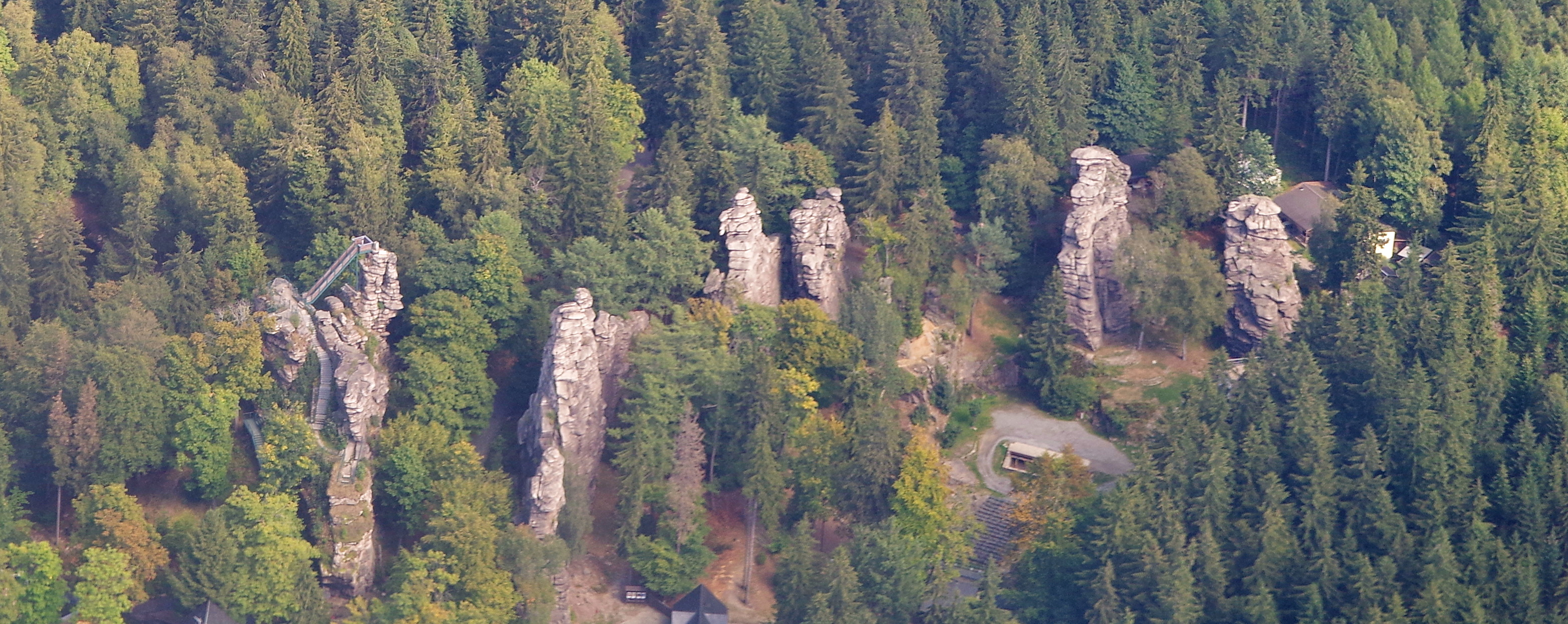
Luftaufnahme der Greifensteine

Die Greifensteine, bis um 1900 der Greifenstein, sind eine Felsformation im Erzgebirge im Geyerschen Wald zwischen den Ortschaften Ehrenfriedersdorf, Geyer, Jahnsbach und Thum auf dem Gebiet der Stadt Ehrenfriedersdorf im sächsischen Erzgebirgskreis. Der höchste der sieben Granitfelsen erreicht eine Höhe von 731,7 m ü. NHN. Weitere sechs Felsen wurden durch Steinbrucharbeiten abgetragen, die 1923 endeten.
Die kulissenartige, ringförmige Formation (Halbrund) der Felsen ermöglicht es, in den Sommermonaten die Greifensteine für Freilicht-Kulturveranstaltungen in Anspruch zu nehmen (Naturtheater Greifensteine; seit etwa 1953).

## Besiedlung
Ab 1969 wurden bei Grabungen durch die Heimatforscher Günter Schubert und Joachim Seyffarth Spuren einer Besiedlung in Form einer Burg, die um 1200 zur Zeit des sogenannten großen Landesausbaus errichtet wurde, auf den Greifensteinen gefunden. Die Funde (Armbrust-Bolzenspitzen, Hufeisen, Reitersporne) befinden sich heute im Archäologischen Archiv des Landesamtes Sachsen in Dresden. Des Weiteren gibt es zwei urkundliche Erwähnungen. Die Burg Greifenstein ist für den Zeitraum 1349 bis 1372 laut Artikel von Leo Bönhoff urkundlich belegt:

„Greifenstein ist ein typischer Burgenname. Er ist mit dem Vogelname "Greif" gebildet und den gibt es im deutschsprachigen Raum überall. Sogar in Frankreich und in Polen gibt es einen Greifenstein. Die Greifensteine haben ihren Namen von der Burg, denn die Burg war das erste, was dort errichtet wurde. 

(...) 

Die Burg wurde jetzt [nach Fund von reichen Zinn- und Silbervorkommen] Sitz eines Bergmeisters, der den Bergbau dort beaufsichtigte und das schlägt sich dann auch im archäologischen Fundgut nieder. Zum Beispiel Aquamanile.“

Da keines der Fundstücke von den Greifensteinen im Archiv des Landesamtes für Archäologie Sachsen jünger als 600 Jahre ist, gehen die Experten davon aus, dass die Besiedlung um 1400 aufgegeben wurde und verfiel.
Am 15. Februar 1971 wurde der Burgstall als Bodendenkmal eingetragen. Die Funde im Areal sind dem 12.–15. Jh. zugehörig laut Geupel. 1372 war "sloz Gryfenstein" urkundlich erwähnt worden.

## Bergbau und Traditionspflege
Bereits um 1220 wurde im Greifensteingebiet Zinnerz entdeckt, welches ab 1240 abgebaut wurde. Die Erfindung der Ehrenfriedersdorfer Radpumpe, vermutlich um 1540, wurde von Georgius Agricola in seinem Hauptwerk De re metallica 1555 beschrieben und bildlich dargestellt. Eine Rekonstruktion kann im Schaubergwerk Zinngrube Ehrenfriedersdorf besichtigt werden.
Zu DDR-Zeiten bauten bis zu 600 Bergleute Zinn im Sauberg ab. Nach der Wiedervereinigung 1990 wurde aufgrund des günstigen Weltmarktpreises für Zinn der Abbau beendet und die Grube zum Schaubergwerk umgebaut.
Die 1338 gegründete Berggrabebrüderschaft Ehrenfriedersdorf e. V. ist die älteste Brüderschaft im Landesverband Sachsen.

## Geologie
Geologisch stellen die Greifensteine die Spitze eines Plutons dar. Während der Variskischen Gebirgsbildung stieg Magma in den entstandenen Verwerfungen auf, erkaltete jedoch bereits unterhalb der Erdoberfläche. Im Zuge der Hebung der erzgebirgischen Pultscholle stieg auch der entstandene Granitstock weiter auf. Die darüber liegenden Gesteinsschichten erodierten, bis der härtere Granit frei lag. Die weitere chemische und thermische Verwitterung gab den Felsen ihr heutiges Aussehen mit ihren typischen „Wollsäcken“.
Durch Auswaschung und die anschließende Rekristallisierung im umgebenden Gestein entstanden ergiebige Erzlagerstätten. Nachdem bereits im 13. Jahrhundert Zinn-Bergbau betrieben worden und 1990 die letzten Bergwerke aus Rentabilitätsgründen geschlossen worden waren, waren die Lagerstätten, die zu den ergiebigsten Europas zählten, noch immer nicht erschöpft. Ein weiteres Beispiel für die jahrhundertelange Bergbautradition in der Region ist die Geyersche Binge.

### Mineralfunde

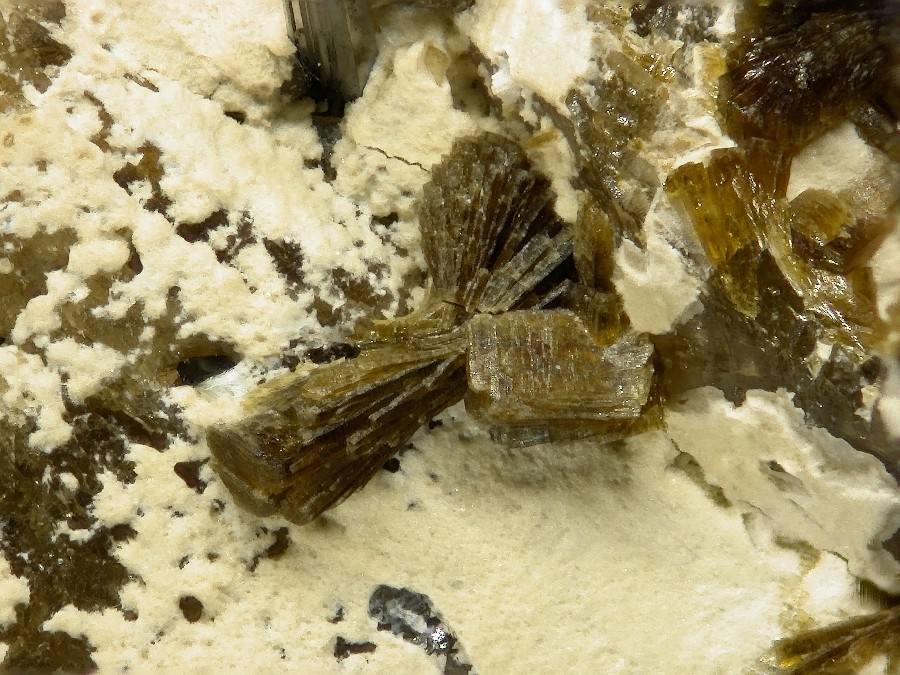
Greifensteinit aus der Typlokalität Greifenstein (Bildbreite: 3 mm)

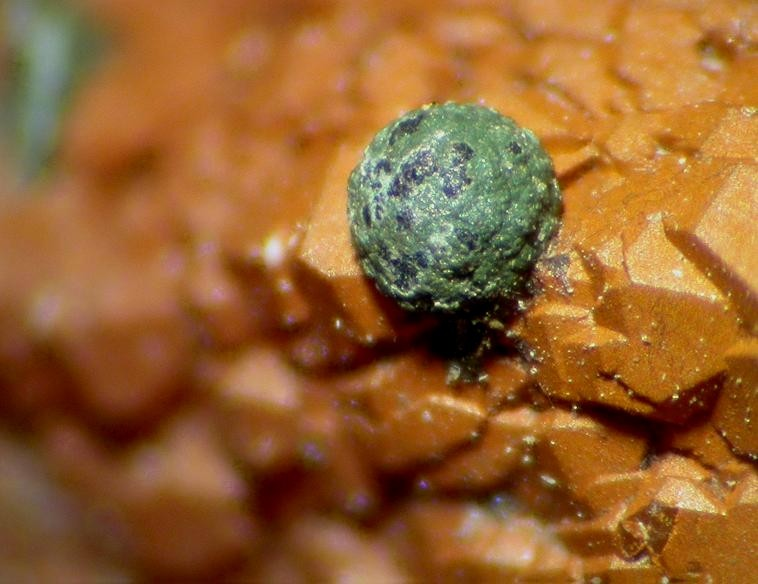
Natrodufrénit vom Greifenstein (Bildbreite: 3 mm)

Aufgrund der Ergiebigkeit der Erzlagerstätte sind die Greifensteine auch ein bekannter Fundort für viele verschiedene Minerale und ihre Varietäten. Bisher (Stand: 2014) wurden hier insgesamt rund 50 Minerale und 10 Varietäten entdeckt wie unter anderem die bekannten Minerale Andalusit, Beryll, Gips, Hämatit, Muskovit, Sphalerit, Pyrit, Topas, Wavellit und Zirkon sowie verschiedene Granate, Turmaline (Dravit, Elbait, Schörl) und Wolframite. Daneben finden sich hier auch seltene Minerale wie der Childrenit und der Natrodufrénit sowie die radioaktiven Minerale Autunit und Torbernit.
Für die Minerale Fluorapatit, Greifensteinit, Lacroixit und Roscherit gelten die Greifensteine zudem als Typlokalität.

## Tourismus

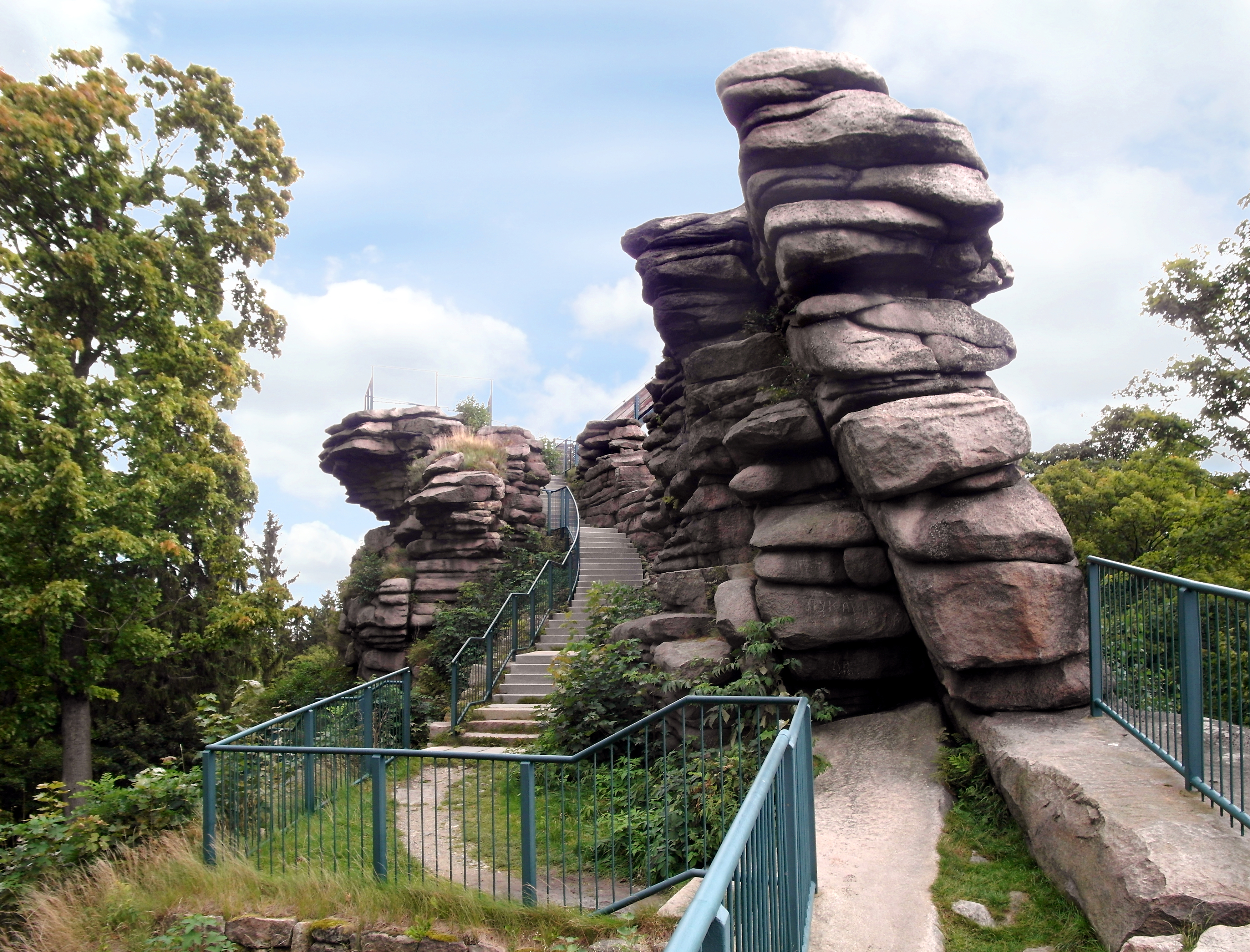
Burgruine Greifenstein

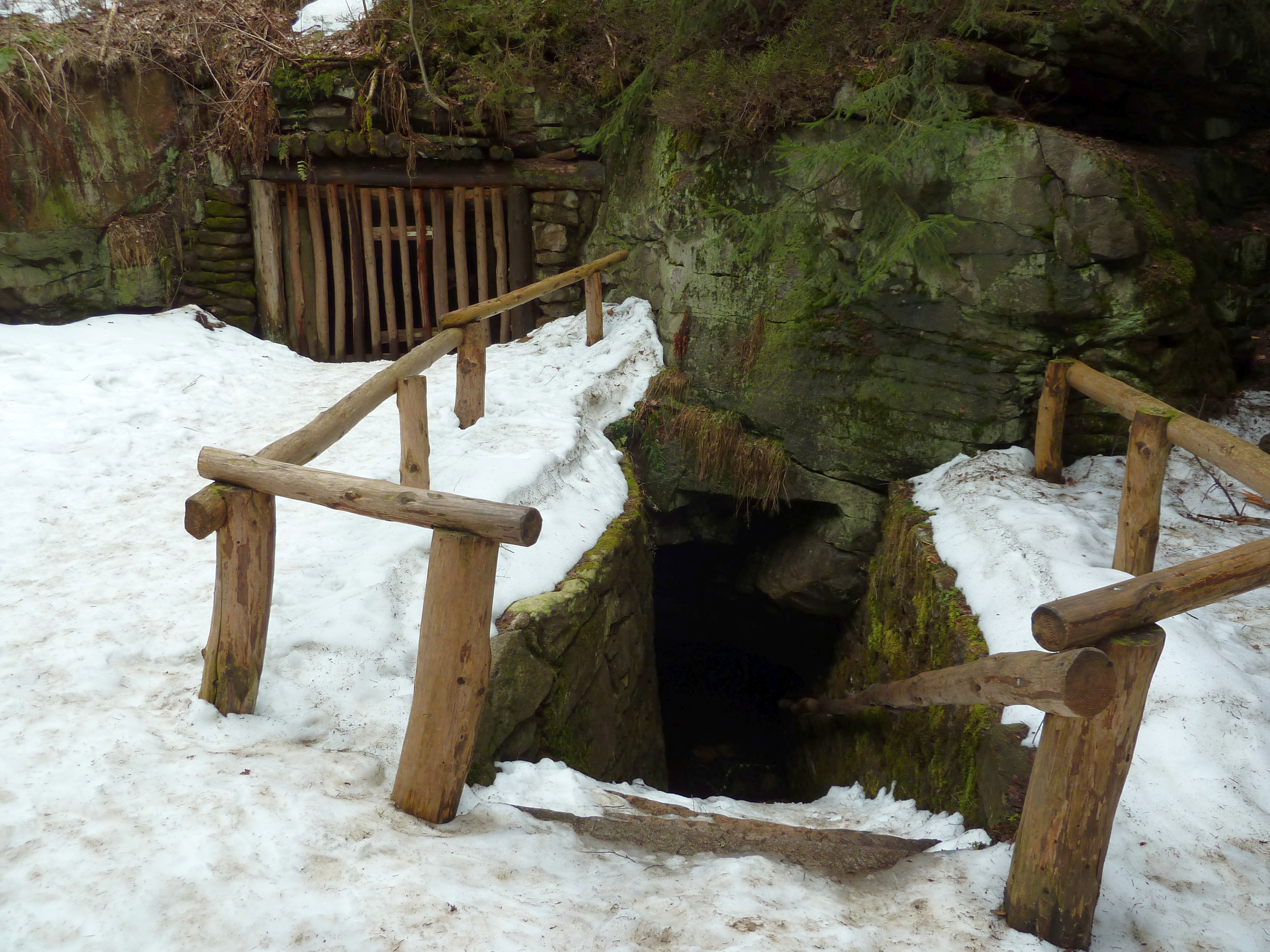
Stülpnerhöhle

Das Gebiet um die Greifensteine ist heute ein beliebtes Ausflugsziel und wegen der vielfältigen Tier- und Pflanzenwelt ein Landschaftsschutzgebiet sowie als Flächennaturdenkmal geschützt. Sehenswert sind unter anderem der Aussichtsfelsen, die Stülpner-Höhle, das Besucherbergwerk Zinngrube Ehrenfriedersdorf und das Naturtheater Greifensteine. Direkt an den Greifensteinen befindet sich die Tourist-Information der Greifensteinregion. Die bis zu 13 Meter hohen Felsentürme können auf über 100 Kletterwegen auch beklettert werden.
In der näheren Umgebung befinden sich der Greifenbachstauweiher und das Hormersdorfer Hochmoor. Der über 600 Jahre alte Röhrgraben und die Mundlöcher rund um die Greifensteile sind seit 2019 Bestandteil des UNESCO-Welterbes Montanregion Erzgebirge/Krušnohoří.

## Filme
- Die Greifensteine – Verwunschene Riesen im Erzgebirge. Reportage von Kerstin Holl. 45 Minuten. 2021.
- Spuk von draußen. Dreh- und Handlungsort für die dritte Episode Die Landung. Serie von Günter Meyer aus dem Jahr 1987 für das DFF
- Die verschwundene Burg. Dokumentarfilm von Günter Meyer für das DFF über eine Burg auf den Greifensteinen. 1980
- Erzgebirgskrimi – Der letzte Bissen (Staffel 1, Folge 4). ZDF, Regie: Uli Zrenner. 2020